# Сити-оф-Лидс
Сити-оф-Лидс (англ. City of Leeds) — метрополитенский район со статусом сити в церемониальном метрополитенском графстве Уэст-Йоркшир.
Административный центр — город Лидс.
Район расположен в северо-восточной части графства Уэст-Йоркшир, граничит с графством Норт-Йоркшир.

## Состав
В состав района входят города:
- Эйрборо
- Ардсли Ист энд Уэст
- Гарфорт
- Хорсфорт
- Лидс
- Морли
- Отли
- Пудси
- Ротуэлл
- Уэтерби

и общины (англ. civil parish):
| - Аберфорд - Аллертон Байуотер - Алвудли - Артингтон - Осторп - Бардси кум Ригтон - Барвик ин Элмет энд Шолс - Бостон Спа - Брамхэм кум Оглторп - Брамхоп - Карлтон | - Клиффорд - Коллингем - Драйлингтон - Ист Кесвик - Гилдерсом - Грэйт энд Литтл Престон - Херевуд - Киппакс - Ледшем - Ледстон - Лотертон кум Аберфорд | - Миклфилд - Парлингтон - Пул - Скаркрофт - Шадуэлл - Стартон Грандж - Суиллингтон - Торнер - Торп-Арч - Уолтон - Уотерсом |